# Himalayakronenmeise

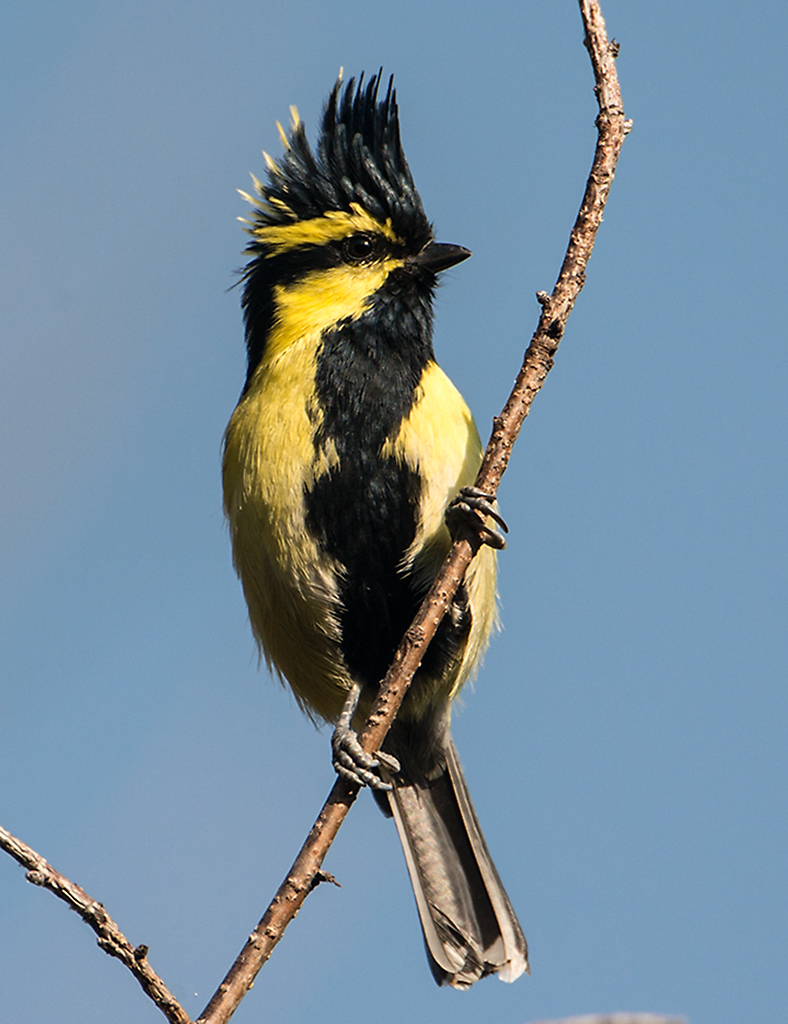
Himalayakronenmeise in Indien

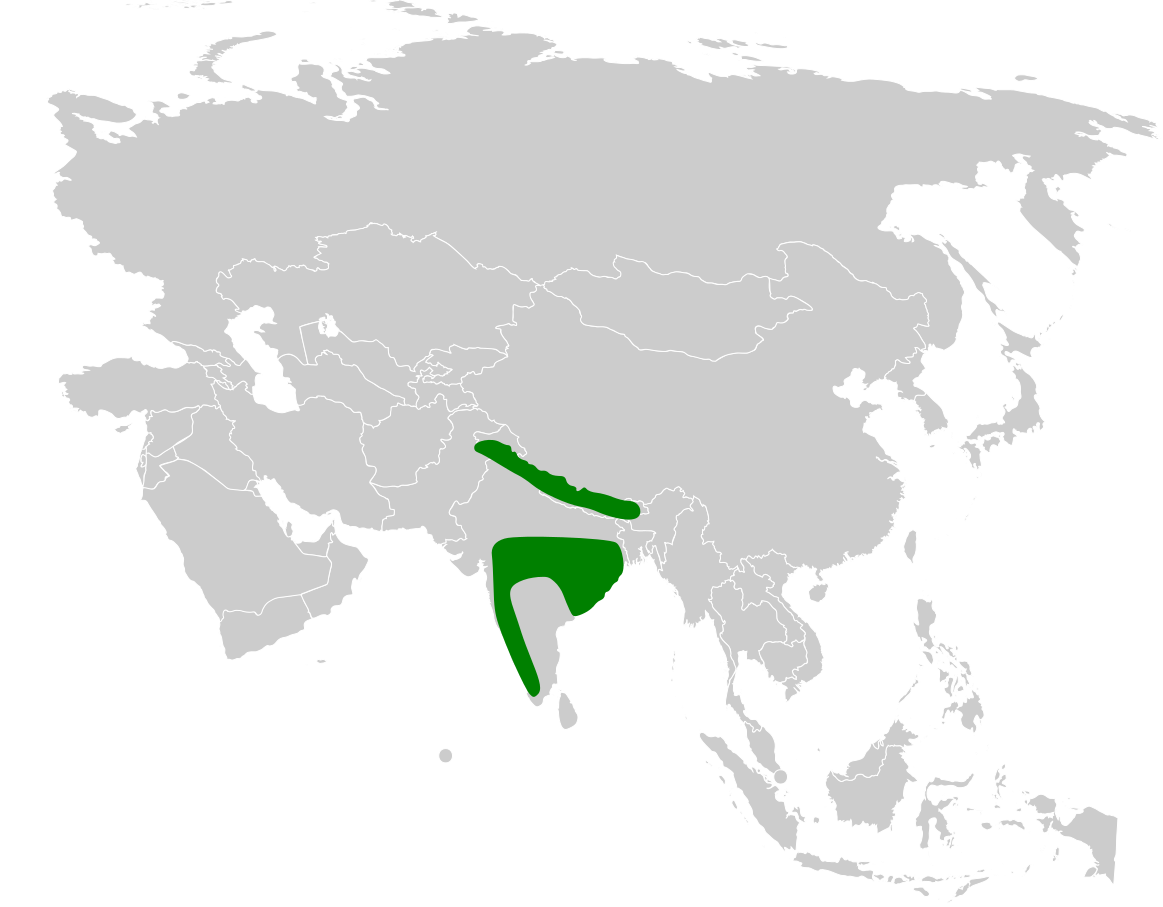
Verbreitungsgebiet der Himalayakronenmeise

Die Himalayakronenmeise (Machlolophus xanthogenys, Syn.: Parus xanthogenys) ist eine in Asien vorkommende Vogelart aus der Familie der Meisen.

## Merkmale
Die Himalayakronenmeise erreicht eine Länge von 13 bis 14 Zentimetern. Charakteristisch für die Art sind die schwarze, an den Spitzen gelbliche Haube und der deutliche schwarze Zügel. Nach dem englischen Wort lore für Zügel, wird die Art im englischen Sprachgebrauch kurz Lore oder Himalayan black-lored Tit genannt. Der Rücken ist olivgrün, Wangen, Brust und Bauch sind kräftig gelb. Das breite schwarze Band in der Körpermitte verläuft vom unteren Schnabelansatz über Brust und Bauch und erweitert sich am Steiß zu einem schwarzen Fleck. Die Flügel sind dunkelgrau und zeigen kleine gelbliche Flecke und weißliche Streifen. Die Steuerfedern sind grau. Der Schnabel ist dunkelgrau und die Füße sind grau bis graublau, die Iris ist schwarz. Im Wesentlichen unterscheiden sich die Geschlechter farblich nicht. Lediglich in einigen südlichen Gebieten Indiens zeigten die Weibchen ein olivgrünes Band auf der Körperunterseite sowie eine ebenso gefärbte Haube. Während der Brutzeit lässt das Männchen einen klaren chiwit-chiwit-klingenden Gesang verlauten.

## Ähnliche Arten
- Die Königsmeise (Machlolophus spilonotus) unterscheidet sich von der Himalayakronenmeise dadurch, dass der schwarze Zügel nur vom Hinterkopf bis zum Auge und nicht bis zum Schnabelansatz reicht.
- Die Indienkronenmeise (Machlolophus aplonotus) kann äußerlich kaum von der Himalayakronenmeise unterschieden werden, da sie ebenfalls einen durchgehenden schwarzen Zügel besitzt. Eine eindeutige Bestimmung kann durch eine DNA-Analyse erfolgen.

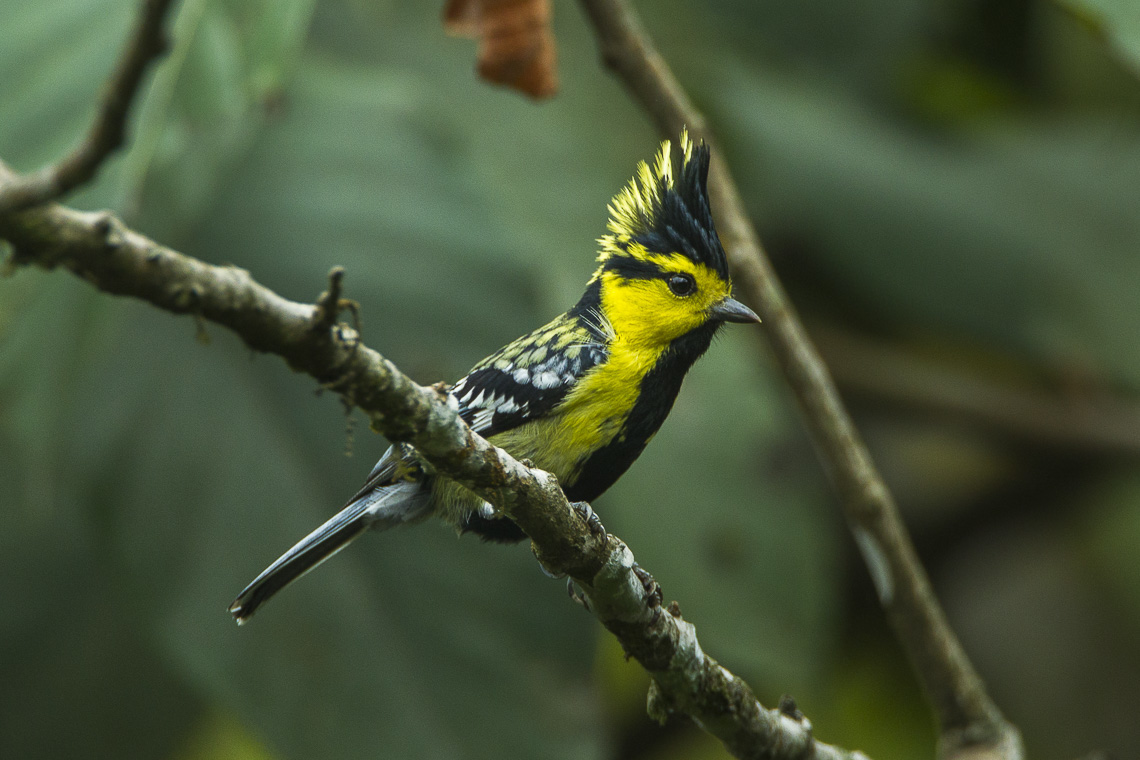
Königsmeise
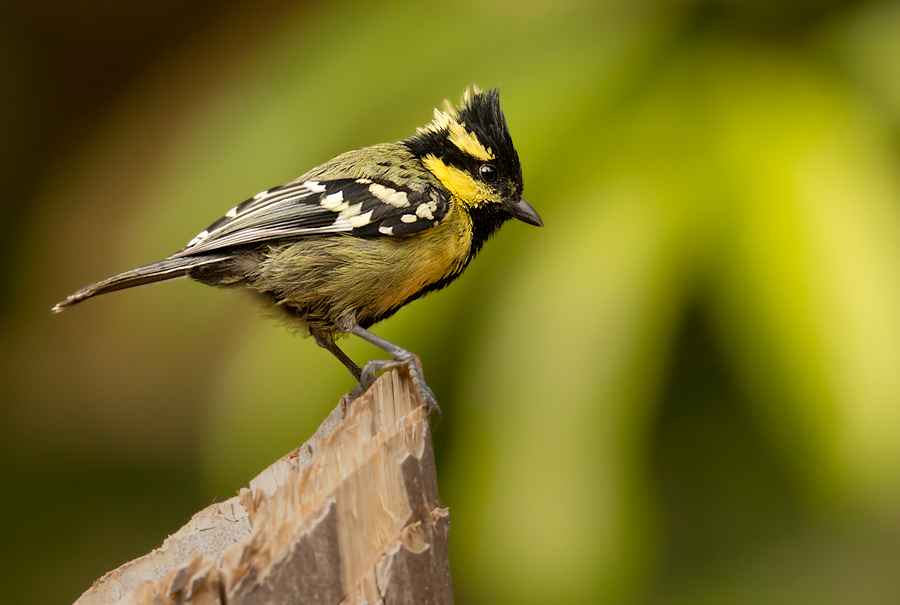
Indienkronenmeise
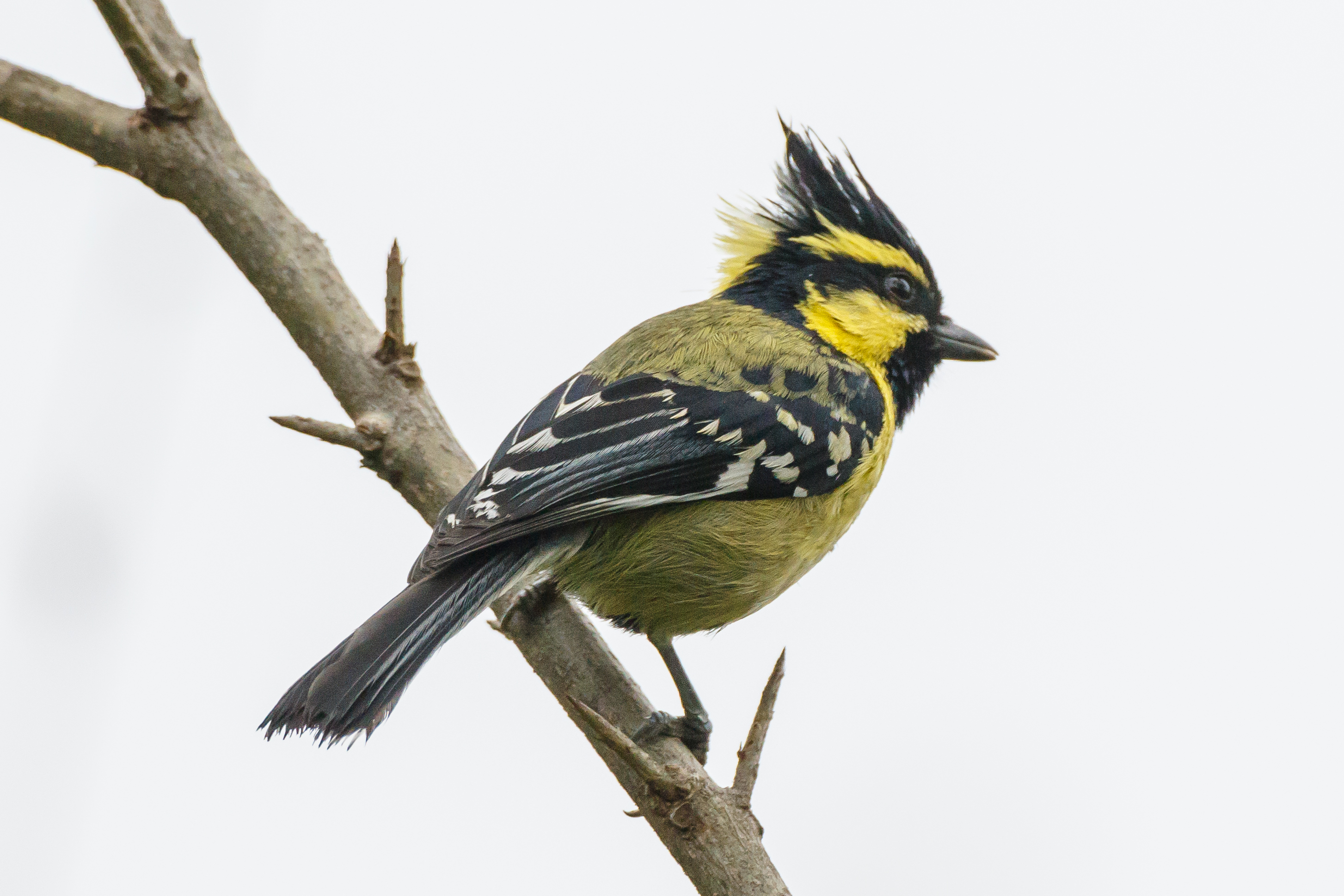
Himalayakronenmeise

## Verbreitung und Lebensraum
Die Himalayakronenmeise kommt in Nepal südlich des Himalaya und in Teilen Indiens in Höhenlagen zwischen 600 und 2400 Metern in lichten Wäldern vor.

## Lebensweise
Himalayakronenmeisen leben normalerweise in kleinen Gruppen, zuweilen zusammen mit anderen Arten. Ihre Nahrung besteht in erster Linie aus Insekten und Spinnen, seltener aus Früchten. Ihre Nester legen sie in verlassenen Specht- oder Bartvogelhöhlen an, zimmern zuweilen auch selbst neue Nesthöhlen oder nehmen von Menschen angebotene Nistmöglichkeiten an. In den Wintermonaten verlassen sie oftmals ihre Brutgebiete und ziehen in größeren Gruppen in klimatisch geeignete Regionen.

## Bestand und Gefährdung
Die Himalayakronenmeise ist in ihren Vorkommensgebieten nicht selten und wird demzufolge von der Weltnaturschutzorganisation IUCN als „least concern = nicht gefährdet“ geführt.